# Murnau am Staffelsee

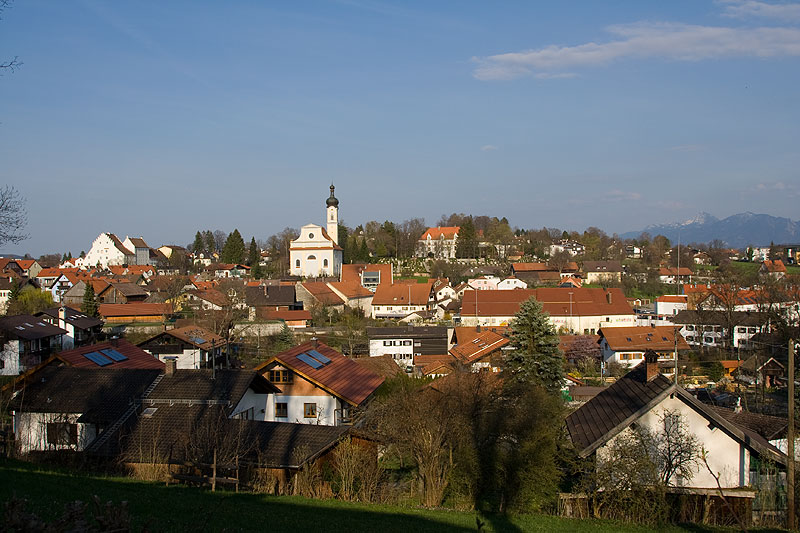

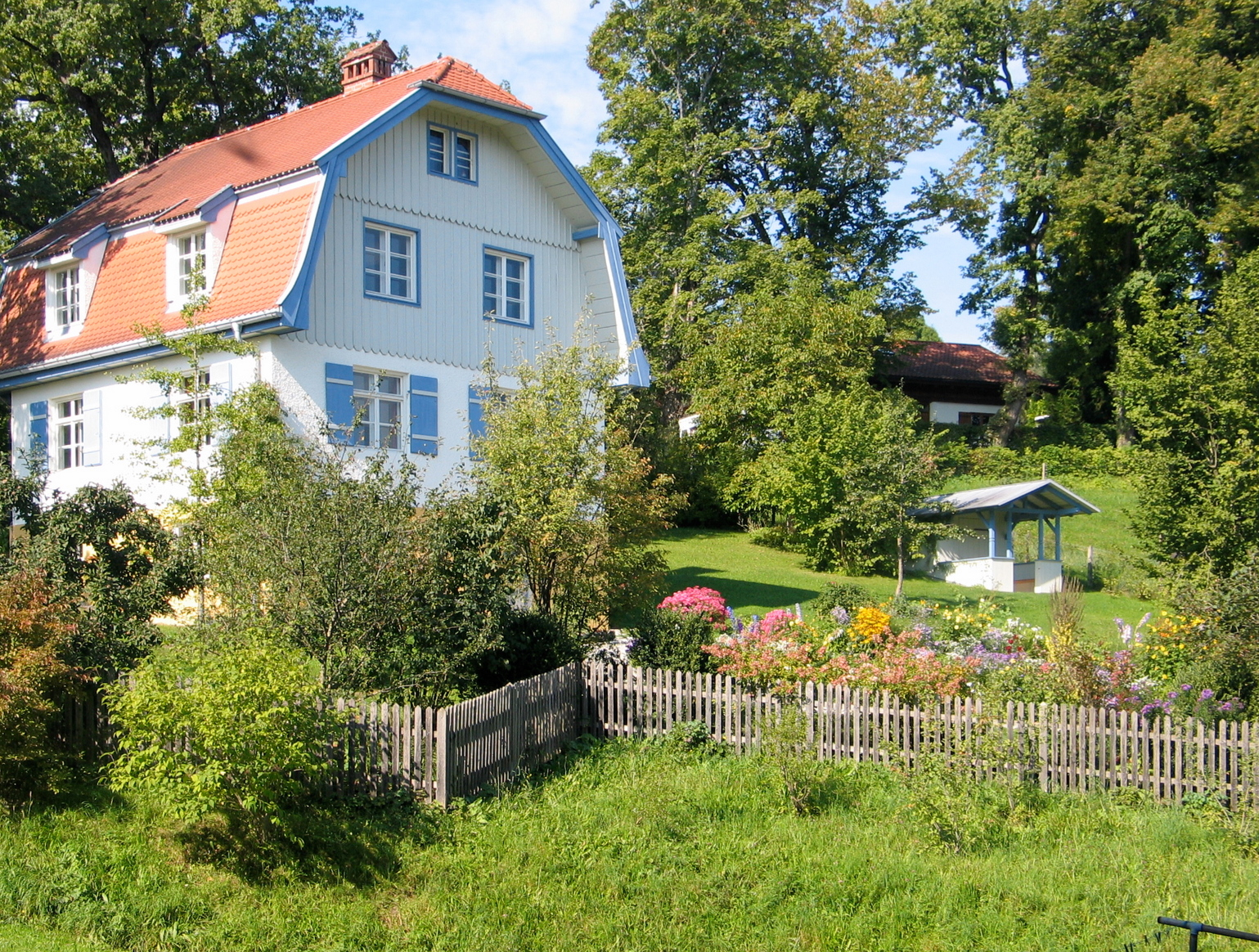
Münter-Haus in Murnau

Murnau am Staffelsee is een plaats in de Duitse deelstaat Beieren, gelegen in het Landkreis Garmisch-Partenkirchen. De stad telt 12.110 inwoners.

## Geografie
Murnau am Staffelsee heeft een oppervlakte van 38,05 km² en ligt in het zuiden van Duitsland. Het ligt aan het meer de Staffelsee.

## Bezienswaardigheden
- Münter-Haus Murnau, huis van de expressionistische Duitse kunstschilder Gabriele Münter, thans museum
- Denkmalgeschützter Ober- und Untermarkt met Marienzuil
- St. Nikolauskerk
- Ramsachkircherl
- Schloss Murnau
- Schloßmuseum Murnau
- König-Ludwig-II.-gedenkteken, uit 1894 het eerste in Beieren
- Freilichtmuseum Glentleiten (Großweil, 5 km)
- Kurpark

## Verkeer
Murnau ligt aan de autobahn München–Garmisch-Partenkirchen en aan de Ammergaubahn naar Oberammergau. Het ligt aan de Bundesstraße 2 en de Bundesautobahn 95.

## Geboren
- Christoph Probst (1919-1943), verzetsman
- Johannes Schöllhorn (1962), componist

Bad Bayersoien ·
Bad Kohlgrub ·
Eschenlohe ·
Ettal ·
Farchant ·
Garmisch-Partenkirchen ·
Grainau ·
Großweil ·
Krün ·
Mittenwald ·
Murnau a.Staffelsee ·
Oberammergau ·
Oberau ·
Ohlstadt ·
Riegsee ·
Saulgrub ·
Schwaigen ·
Seehausen a.Staffelsee ·
Spatzenhausen ·
Uffing a.Staffelsee ·
Unterammergau ·
Wallgau
Gemeentevrij gebied: Ettaler Forst